# James Thomas Heflin

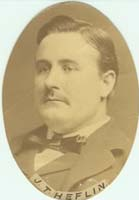
James Thomas Heflin.

James Thomas "Cotton Tom" Heflin, född 9 april 1869 i Randolph County, Alabama, död 22 april 1951 i La Fayette, Alabama, var en amerikansk politiker. Han representerade delstaten Alabama i båda kamrarna av USA:s kongress, först i representanthuset 1904–1920 och sedan i senaten 1920–1931. Han var känd för sina rasistiska åsikter. Han var även emot kvinnlig rösträtt.
Heflin studerade juridik och inledde 1893 sin karriär som advokat. Han var borgmästare i La Fayette 1893–1894.
Heflin deltog 1901 i Alabamas konstitutionskonvent. Han argumenterade för att helt och hållet vägra svarta i Alabama möjligheten till rösträtt, något som också godkändes. Enligt Heflin hade Gud bestämt om den vita rasens överhöghet: "God Almighty intended the negro to be the servant of the white man."
Kongressledamoten Charles Winston Thompson avled 1904 i ämbetet. Demokraten Heflin vann fyllnadsvalet. Han omvaldes åtta gånger. En svart man skottskadades av kongressledamoten Heflin på en spårvagn i Washington, D.C. år 1908. Heflin åtalades för brottet men han lyckades bli frikänd.
Senator John H. Bankhead avled 1920 i ämbetet och efterträddes av B.B. Comer fram till fyllnadsvalet senare samma år. Heflin vann fyllnadsvalet. Han omvaldes 1924. Han stödde republikanernas kandidat Herbert Hoover i presidentvalet i USA 1928. Han förlorade sedan i demokraternas primärval inför senatsvalet 1930 mot John H. Bankhead II. Heflin kandiderade ändå som obunden till omval men förlorade klart mot Bankhead. Han vägrade att godkänna valresultatet och fick till stånd en undersökning om valfusk. Han efterträddes av Bankhead och undersökningen förblev resultatlös.
Heflins grav finns på LaFayette Cemetery i La Fayette, Alabama. Hans brorson Howell Heflin var senator för Alabama 1979-1997. Farbrodern Robert Stell Heflin var kongressledamot 1869-1871.